# Universidad Estatal de Colorado

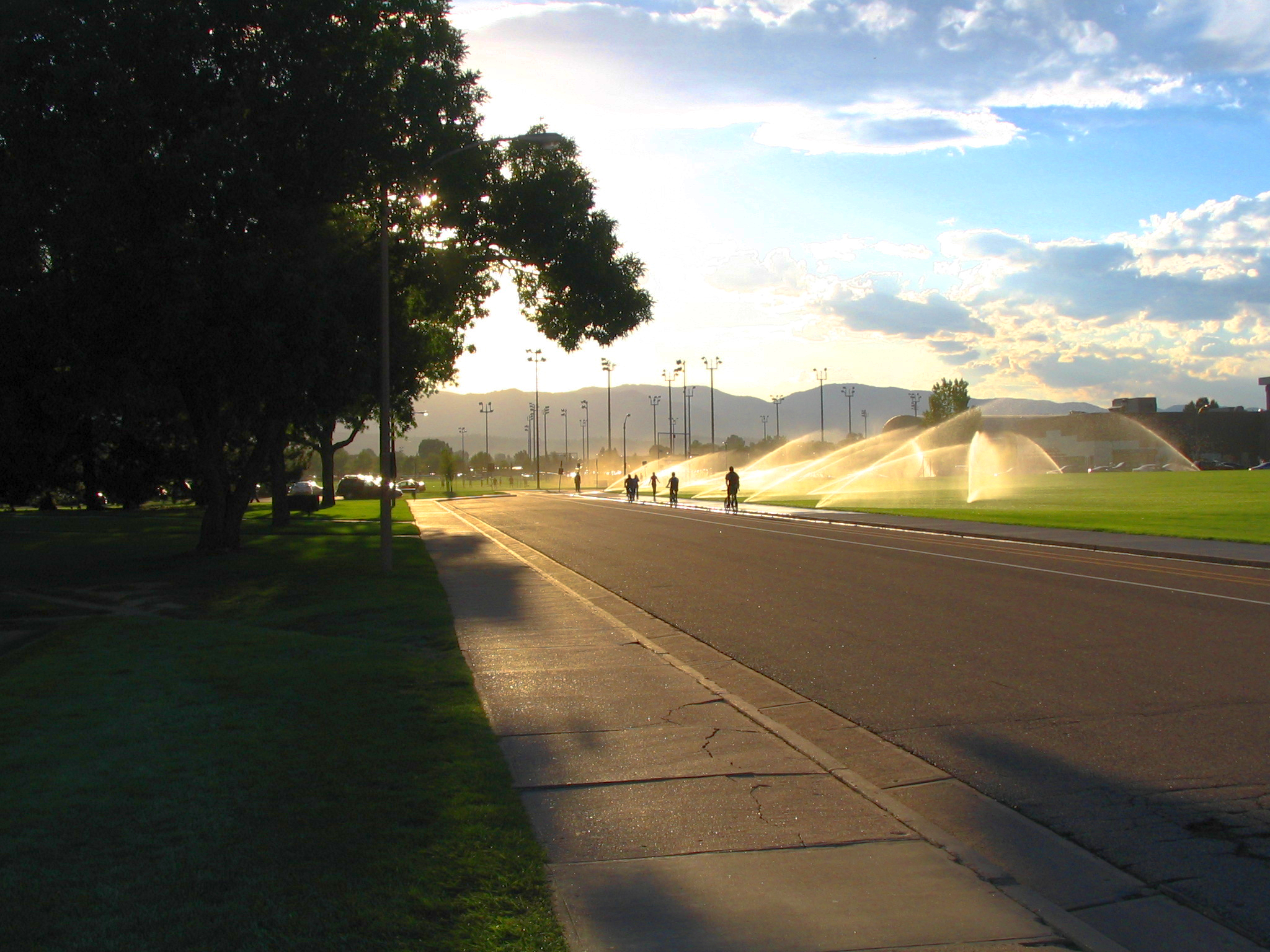
Campus de la Universidad Estatal de Colorado.

La Universidad Estatal de Colorado es una institución de enseñanza superior localizada en Fort Collins, Colorado, en los Estados Unidos. La Universidad Estatal de Colorado es la tierra otorgada por el estado para una universidad y el campus universitario insignia del sistema de esa Universidad Estatal. Para el 2004, el número de alumnos inscritos era de 25.000 estudiantes. La universidad tiene 1.400 profesores en 8 facultades y 55 departamentos académicos.
Casi 300 programas académicos y más de 70 especialidades.